# 소프트오닉
소프트오닉(softonic.com)은 1997년 스페인 바르셀로나에서 설립된 소프트웨어 및 응용프로그램 다운로드 서비스 사이트이다. 현재 최고 경영자는 스콧 아파지안(Scott Arpajian)이다.